# 와타나베 요시타카
와타나베 요시타카(일본어: 渡辺 佳孝, 1973년 4월 18일~)는 일본의 전 축구 선수이다.

## 구단 경력
과거 베갈타 센다이에서 활동하였다.